# Goera armata
Goera armata is een schietmot uit de familie Goeridae. De soort komt voor in China.